# Christiane Höhn
Christiane Höhn (* 1. Mai 1984 in München) ist eine deutsche Schauspielerin und Musicaldarstellerin.

## Biografie

### Ausbildung
Christiane Höhn, gebürtige Münchnerin, begann mit 15 Jahren ihre Ausbildung an einer Münchner Schauspielschule. Von 1999 bis 2001 nahm sie Schauspielunterricht im Münchner „Schauspielstudio Gmelin“. Von 2000 bis 2001 erhielt Höhn eine Jazz-Show-Musicaltanz-Ausbildung im „Studio Ben“. Sie studierte Gesang bei Stanislawa Stojtschewa-Piperowa und Haig Hartmann (2004–2006) und schloss im August 2004 ihr Studium an der Abraxas-Musical-Akademie in München mit Diplom ab. Von 2005 bis 2006 machte sie eine Weiterbildung zur Tanzpädagogin an der Iwanson Schule in München. 2007 besuchte sie die „Münchener Film Akademie“ und nahm an einem Camera Acting bei Lou Binder teil.

### Musicalrollen
Während ihrer Ausbildung sammelte sie erste Bühnenerfahrungen bei Musicalgalas und Shows in München, wo sie u. a. als Sarah in Tanz der Vampire und als Belle in Die Schöne und das Biest auftrat. Des Weiteren verkörperte sie den ‚Glauben‘ und die ‚Eitelkeit‘ in der Musikrevue Gefallene Engel und tanzte auf einem Konzert von Paul McCartneys „Back to the World“-Tour vor ca. 40.000 Zuschauern auf dem Königsplatz in München. 2006 und 2007 tourte sie mit dem Musical Grease durch Deutschland, Österreich und Schweiz. Auf 41 Bühnen spielte sie dabei die Hauptrolle der Marty.
2001 arbeitete sie beim Musical-Nachwuchsstudio an der Bayerischen Theaterakademie.

## Rollen

### Musical (Auswahl)
- Tanz der Vampire, Rolle: Sarah
- Die Schöne und das Biest, Rolle: Belle
- 2006–2007: Grease (dt/engl. Sprache), Rolle: Marty, R: David Gilmore (London), Tournee durch Deutschland, Österreich und Schweiz (41 Bühnen)

### Theater (Auswahl)
- 1998: Wilhelm Tell. (Friedrich von Schiller), Rolle: Elsbeth, R: Werner Karg, Bühne Bürgerhaus, Unterschleissheim
- 2000: Emotion. (Impro-Abend), Rolle: Ensemble, R: Dorothea Gmelin, Schauspielstudio Gmelin München
- 2002: Liliom. ('Ferenc Molnár), Rolle: Julie, R: Ruth C. Lederle, AMA Studio-Bühne München
- 2002: Minna von Barnhelm. (Gotthold Ephraim Lessing), Rolle: Franziska, R: Ruth C. Lederle, AMA Studio-Bühne München
- 2003: Ein Sommernachtstraum. (William Shakespeare), Rolle: Hermia, R: Ruth C. Lederle, AMA Studio-Bühne München
- 2003: Romeo und Julia. (William Shakespeare), Rolle: Julia, R: Yvonne Brosch, AMA Studio-Bühne München
- 2003: Gerettet. (Edward Bond) Rolle: Pam, R: Ruth C. Lederle, AMA Studio-Bühne München
- 2005: Gefallene Engel. Rolle: Glaube und Eitelkeit, R: Ruth C. Lederle, Vollmarhaus-Theater München
- 2005: Once upon a dream. Rolle: Performer/Stagemanagerin, R: Robert Schmelcher, Theatertournee Weinheim, Hammelburg u. Bad Bocklet
- 2006/2007: Grease. – Europatournee
- 2008: FROM MEDEA-Maternity Blues. (Grazia Verasani), Rolle: Rina, R: Evelyn Plank, Theatertournee München und Hamburg
- 2009: Kopftot. (Gerhild Steinbuch), Rolle: Ophelia, R: Sylvie-Sophie Schindler, Theater Halle 7, München
- 2011/2012: Schauspielerpatientin div. Kliniken und Universitäten in München

### Tanz
- 2001: Back to the World Tour. Paul McCartney; Rolle: Tänzerin, R: Laura Lee (London), Open-Air-Konzert Königsplatz München

### Film und Fernsehen (Auswahl)
- 2002: „Aus heiterem Himmel.“ Rolle: Diverse, TV/Serie, ARD
- 2004: „Die Tochter des Kommissars.“ Rolle: Schülerin, R: Christine Hartmann, ZDF
- 2004: „Anwalt des Herzens.“ R.: Schülerin, R.: Gabriel Barylli, TV/Spielfilm ZDF
- 2005: „Big City Fever.“ Rolle: Weinende Frau, R. n.A., Pro 7, TV/Serie
- 2006: „Grease-Casting in den Nola Studios am Broadway/New York.“ Dokumentation, RTL 2
- 2006: „Grease-Medley.“ Rolle: Marty, ZDF-Fernsehgarten
- 2007: Aufnahme als Schauspielerin im „ZDF-Talenthaus“
- 2008: „FROM MEDEA-Maternity Blues.“ Rolle: Rina, TV-Produktion für ZDF-Theaterkanal
- 2009: „Marienhof.“ Bavaria
- 2009: „Sturm der Liebe.“ Bavaria
- 2010: „Die drei Musketiere 3D.“ Rolle: Double Queen Anne, R: Paul W. S. Anderson, Constantin-Film München
- 2011: „Schicksal.“ Constantin
- 2011: „Lars rennt.“ Vivianne Schneider (HR), Regie: Diverse, Constantin Entertainment
- 2012: „Neue Adresse: Paradies.“ (NR), Regie: Peter Stauch, Bavaria Film GmbH
- 2012: „Realitycheck.“ (NR), Regie: Stephanie Pedros, Pedros Film Produktion GmbH München
- 2012: „Anna und der Windelhund.“ (NR), Kinokurzfilm / Münchner Filmfest 2012
- 2012: „Ein Jahr später.“ (AT), HR, Drehbuchautorin und Regieassistenz, Regie: Holger Borggrefe München
- 2012: „Menschen A2.“ (HR), Regie: Diverse, watch and tell Filmproduktion / Hueber Verlag
- 2012: „Camping in Bayern – ganz nah dran.“ (NR), Regie: Yannic Hieber, Meilenstein.tv Produktion GmbH
- 2013: „Rote Hoffnung“ (AT), HR, Regie: Holger Borggrefe, Kurzfilm, werkmünchen Produktion
- 2013: „Wer wir sind.“ (AT), HR, Regie: Michael Siebert, Kurzfilm
- 2013: „Arm in Arm.“ (AT), NR, Regie: div., Kurzfilm, werkmünchen Produktion
- 2013: „Neue Adresse Paradies.“

## Rundfunk
- 2006: Münchner Profile mit Oliver Luxemburger, Radio Charivari
- 2006: Christiane Höhn im Gespräch mit Dominik, Radio Bayern 3
- 2006: Der Promi-Talk mit Sylvia Bommes, Radio Arabella München
- 2006: Rundfunk Talk, Radio Antenne Bayern
- 2006: Rundfunk Talk, Radio Münster